# Deep South Jamboree
Das Deep South Jamboree war eine US-amerikanische Country-Sendung, die von WBAM aus Montgomery, Alabama, gesendet wurde.

## Geschichte
Das Deep South Jamboree begann um 1953 mit der Gründung seines Senders und wurde von der damals 50.000-Watt starken Radiostation WBAM live aus Alabama gesendet. Shorty Sullivan führte zusammen mit seinen Green Valley Boys, die die Hausband der Show waren, durch die Sendung.
Die Gäste und Mitglieder der Show bestanden vor allem aus lokalen und regionalen Musikern wie Lonnie Allen, Wayne Cobb, Curly Culpepper, Ray Howard und weiteren. Jack Turner, damals bei RCA Victor unter Vertrag und vor allem für seine Version des R&B-Klassikers Hound Dog bekannt, schloss sich 1954 dem Ensemble an. Zur selben Zeit war auch Roy Duke regelmäßig im Jamboree zu hören. Duke zog später nach Nashville, wo er bei Decca Records arbeitete. Judy Jenkins war ebenfalls Mitglied der Show und war vorher mit Roy Acuffs Show umher gezogen.
Heute ist das Deep South Jamboree nicht mehr auf Sendung.

## Gäste und Mitglieder
- Jack Turner
- Roy Duke
- Billy Walker
- Shorty Sullivan and his Green Valley Boys
- Rebe Gosdin and his Sunny Valley Gang
- Wayne Cobb
- Lonnie Allen
- Curly Culpepper
- Ray Howard and his Southern Playboys
- Betty Howard
- Fred Wamble